# Purnima Devi Barman
Purnima Devi Barman est une biologiste de la faune sauvage, originaire d'Assam, en Inde. Elle est connue pour son travail de conservation du marabout argala (Leptoptilos dubius), connu localement sous le nom de Hargila. Elle est la fondatrice de l'armée Hargila, une initiative de conservation entièrement féminine. En 2017, Barman reçoit à la fois le prix Whitley pour ses efforts de conservation et le prix Nari Shakti Puraskar (en français : Prix du pouvoir des femmes), la plus haute récompense civile pour les femmes, décernée par le président de l'Inde.

### Note
- (en) Cet article est partiellement ou en totalité issu de l’article de Wikipédia en anglais intitulé « Purnima Devi Barman » (voir la liste des auteurs).